# Karma Donnen Wangdi
Karma Donnen Wangdi (sinh năm 1971) là chính khách người Bhutan. Hiện tại, ông đang giữ chức vụ làm Bộ trưởng Bộ Thông tin và Truyền thông Bhutan kể từ ngày 7 tháng 11 năm 2018.